# Circondario di Lodi
Il circondario di Lodi era uno dei cinque circondari in cui era suddivisa la provincia di Milano.

## Storia
In seguito all'annessione della Lombardia dal Regno Lombardo-Veneto al Regno di Sardegna (1859), fu emanato il decreto Rattazzi, che riorganizzava la struttura amministrativa del Regno, suddiviso in province, a loro volta suddivise in circondari e mandamenti.
Il circondario di Lodi fu creato come suddivisione della provincia di Milano, e si estendeva su gran parte della soppressa provincia di Lodi e Crema (era escluso il Cremasco con alcuni comuni della Gera d'Adda, assegnato alla provincia di Cremona e andato a costituire il circondario di Crema).
Con l'Unità d'Italia (1861) la suddivisione in province e circondari fu estesa all'intera Penisola, lasciando invariate le suddivisioni stabilite dal decreto Rattazzi.
Il circondario di Lodi venne soppresso nel 1926 e il territorio assegnato al circondario di Milano.
L'attuale provincia di Lodi, istituita nel 1992, comprende quasi tutti i comuni che furono del circondario di Lodi, esclusi alcuni rimasti in provincia di Milano, e Cantonale, aggregata nel 1936 al comune di Chignolo Po in provincia di Pavia.

### Suddivisione amministrativa all'atto dell'istituzione (1859)
All'atto dell'istituzione, il circondario era diviso in 8 mandamenti, a loro volta suddivisi in 115 comuni:
- mandamento I di Lodi
  - Lodi
- mandamento II di Lodi comuni
  - Abbadia Cerreto, Boffalora, Bottedo, Ca' de' Zecchi, Campolungo, Casaletto, Chiosi di Porta d'Adda, Chiosi di Porta Cremonese, Chiosi di Porta Regale, Cornegliano, Corte Palasio, Crespiatica, Gugnano, Lodi Vecchio, Pezzolo dei Codazzi, Pezzolo di Tavazzano, Salerano, Santa Maria in Prato, San Zenone, Tormo, Vigadore, Villarossa
- mandamento III di Paullo
  - Arcagna, Cassino d'Alberi, Casolate, Cervignano, Cologno, Comazzo, Dresano, Galgagnano, Balba, Merlino, Mignette, Modignano, Montanaso[6], Mulazzano, Paullo, Quartiano, Sordio, Tavazzano, Tribiano, Villa Pompeiana, Zelo Buon Persico
- mandamento IV di Borghetto
  - Borghetto, Ca' dei Bolli, Cavenago, Caviaga, Ceppeda, Grazzanello, Mairago, Motta Vigana, Ossago, San Colombano, San Martino in Strada, Sesto, Soltarico
- mandamento V di Sant'Angelo
  - Bargano, Ca' dell'Acqua, Caselle Lurani, Castiraga da Reggio, Cazzimani, Graffignana, Guazzina, Marudo, Massalengo, Mongiardino, Orgnaga, Sant'Angelo, Trivulzina, Valera Fratta, Vidardo, Villanuova
- mandamento VI di Casalpusterlengo
  - Bertonico, Brembio, Ca' de' Mazzi, Camairago, Cantonale, Casalpusterlengo, Castiglione, Livraga, Melegnanello, Orio, Ospedaletto, Pizzolano, Robecco, Secugnago, Terranova, Turano, Vittadone, Zorlesco
- mandamento VII di Codogno
  - Codogno, Corte Sant'Andrea, Fombio, Gattera Maiocca, Guardamiglio, Mezzana, Mirabello, Regina Fittarezza, San Fiorano, San Rocco al Porto, Santo Stefano, Senna, Somaglia, Trivulza
- mandamento VIII di Maleo
  - Caselle Landi, Castelnuovo Bocca d'Adda, Cavacurta, Corno Giovine, Cornovecchio, Lardera, Maccastorna, Maleo, Meleti, Mezzano Passone

### Variazioni amministrative
- 1863

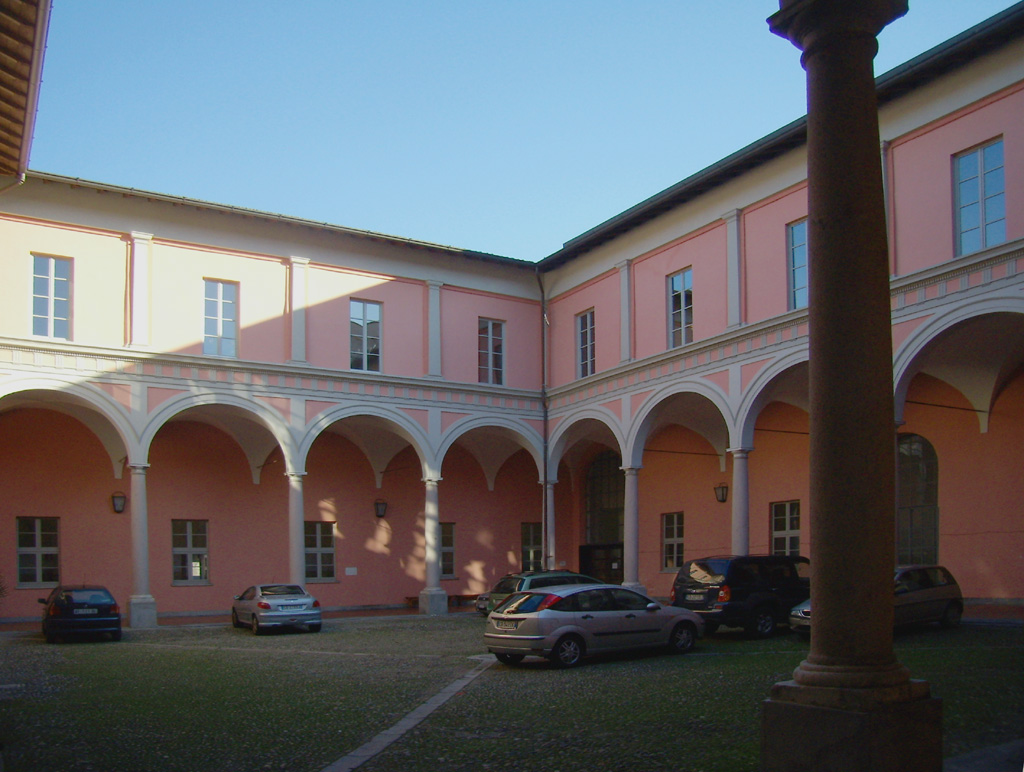
L'ex monastero di San Benedetto a Lodi, sede della Sottoprefettura

  - Boffalora ribattezzata Boffalora d'Adda[7]
  - Borghetto ribattezzata Borghetto Lodigiano[7]
  - Casaletto ribattezzata Casaletto Lodigiano[8]
  - Caselle ribattezzata Caselle Lurani[8]
  - Castiglione ribattezzata Castiglione d'Adda[7]
  - Cavenago ribattezzata Cavenago d'Adda[8]
  - Cologno ribattezzata Casalmaiocco[7]
  - Cornegliano ribattezzata Cornegliano Laudense[7]
  - Mezzana ribattezzata Mezzana Casati[7]
  - Mirabello ribattezzata Mirabello San Bernardino[7]
  - Mongiardino ribattezzata Mongiardino Sillaro[7]
  - Orio ribattezzata Orio Litta[7]
  - Ospedaletto ribattezzata Ospedaletto Lodigiano[7]
  - Robecco ribattezzata Robecco Lodigiano[7]
  - Salerano ribattezzata Salerano sul Lambro[8]
  - San Colombano ribattezzata San Colombano al Lambro[7]
  - Santo Stefano ribattezzata Santo Stefano al Corno[8]
  - San Zenone ribattezzata San Zenone al Lambro (R.D. 15 marzo 1863, n. 1211)
  - Senna ribattezzata Senna Lodigiana[7]
  - Sesto ribattezzata Sesto Pergola[7]
  - Terranova ribattezzata Terranuova dei Passerini[7]
  - Villanuova ribattezzata Villanova del Sillaro
- 1864
  - Sant'Angelo ribattezzata Sant'Angelo Lodigiano (R.D. 4 febbraio 1864, n. 1678)
- 1865
  - Ca' dell'Acqua aggregata a Cazzimani[9]
  - Guazzina aggregata a Cazzimani[9]
- 1866
  - Ceppeda aggregata a Ossago Lodigiano (R.D. 22 novembre 1866, n. 3345)
  - Lardera aggregata a Cornovecchio (R.D. 1º agosto 1866, n. 3197)
- 1869
  - Ca' dei Bolli aggregata a San Martino in Strada (R.D. 27 gennaio 1869, n. 4870)
  - Ca' de' Mazzi aggregata a Livraga[10]
  - Cassino d'Alberi aggregata a Mulazzano (R.D. 27 gennaio 1869, n. 4858)
  - Casolate aggregata a Zelo Buon Persico (R.D. 29 gennaio 1869, n. 4865)
  - Castiraga da Reggio aggregata a Marudo[11]
  - Caviaga aggregata a Cavenago d'Adda[12]
  - Corte Sant'Andrea aggregata a Senna Lodigiana (R.D. 7 marzo 1869, n. 4965)
  - Gattera Maiocca aggregata a Codogno (R.D. 17 gennaio 1869, n. 4842)
  - Grazzanello aggregata a Mairago (R.D. 29 gennaio 1869, n. 4866).
  - Isola Balba aggregata a Mulazzano (R.D. 27 gennaio 1869, n. 4858)
  - Melegnanello aggregata a Turano[13]
  - Mezzana Casati aggregata a San Rocco al Porto (R.D. 24 gennaio 1869, n. 4848)
  - Mezzano Passone aggregata a Corno Giovine (R.D. 24 gennaio 1869, n. 4853)
  - Mignette aggregata a Zelo Buon Persico (R.D. 29 gennaio 1869, n. 4865)
  - Modignano, Pezzolo di Tavazzano e Tavazzano unite nel nuovo comune di Villaresco (R.D. 24 gennaio 1869, n. 4847)
  - Quartiano aggregata a Mulazzano (R.D. 27 gennaio 1869, n. 4858)
  - Robecco Lodigiano aggregata a Turano[13]
  - Sesto Pergola aggregata a San Martino in Strada (R.D. 27 gennaio 1869, n. 4870)
  - Soltarico aggregata a Cavenago d'Adda[12]
  - Trivulza aggregata a Codogno (R.D. 17 gennaio 1869, n. 4842)
  - Vidardo aggregata a Marudo[11]
  - Villa Pompeiana aggregata a Zelo Buon Persico (R.D. 29 gennaio 1869, n. 4865)
  - Villaresco ribattezzata Villavesco (R.D. 4 aprile 1869, n. 4994)
- 1870
  - Arcagna aggregata a Montanaso Lombardo[14]
  - Chiosi di Porta d'Adda e Vigadore unite nel nuovo comune di Chiosi d'Adda Vigadore[14]
  - Gugnano aggregata a Casaletto Lodigiano[14]
  - Santa Maria in Prato aggregata a San Zenone al Lambro[14]
  - Villarossa aggregata a Casaletto Lodigiano[14]
- 1873
  - Bottedo, Chiosi di Porta Cremonese e Chiosi di Porta Regale unite nel nuovo comune di Chiosi Uniti con Bottedo[15]
  - Regina Fittarezza aggregata a Somaglia (R.D. 10 novembre 1873, n. 1681)
- 1877
  - Chiosi Uniti con Bottedo aggregata a Lodi[16]
  - Chiosi d'Adda Vigadore aggregata a Lodi[16]
- 1878
  - Bargano aggregata a Villanova del Sillaro[17]
  - Mongiardino Sillaro aggregata a Villanova del Sillaro[17]
- 1879
  - Ca' de' Zecchi aggregata a Villavesco[18]
  - Campolungo aggregata a Cornegliano Laudense[19]
  - Motta Vigana aggregata a Massalengo[20]
  - Orgnaga, Pezzolo de' Codazzi e Trivulzina unite nel nuovo comune di Pieve Fissiraga[21]
  - Tormo aggregata a Crespiatica[22]
- 1882
  - Pizzolano aggregata a Somaglia
- 1902
  - Castiraga Vidardo scorporata da Marudo[23]
- 1916
  - Santo Stefano al Corno ribattezzata Santo Stefano Lodigiano